# Catherine de France (1378-1388)
Pour les articles homonymes, voir Catherine de France.
Titre
Comtesse de Montpensier
1386 – 1388
Catherine de France (4 février 1378 - novembre 1388) est la plus jeune fille de Charles V de France et de Jeanne de Bourbon. Elle est la sœur de Charles VI de France et de Louis Ier d'Orléans.

## Biographie
Catherine est née à Paris. Sa mère est morte en lui donnant naissance. Son père était profondément bouleversé par la perte de sa femme et est décédé deux ans plus tard. Son frère, Charles, succède alors au trône de France en 1380 quand  Catherine n'a alors que deux ans. 
Catherine fut mariée à Jean de Berry en 1386, à l'âge de huit ans. Le mariage ne fut pas consommé à cause du jeune âge du couple. Catherine est morte avant l'âge adulte, comme beaucoup de ses frères et sœurs. 